# 鳥取県道239号羽田井植松線
鳥取県道239号羽田井植松線（とっとりけんどう239ごう はたいうえまつせん）は、鳥取県西伯郡大山町を通る一般県道である。

## 概要
西伯郡大山町羽田井から西伯郡大山町田中に至る。

### 路線データ
- 起点：鳥取県西伯郡大山町羽田井（鳥取県道30号赤碕大山線交点）
- 終点：鳥取県西伯郡大山町田中（羽田井入口交差点、国道9号交点）

## 地理

### 通過する自治体
- 鳥取県
  - 西伯郡大山町

### 交差する道路
| 交差する道路            | 交差する場所 | 交差する場所            |
| ----------------------- | ------------ | ----------------------- |
| 鳥取県道30号赤碕大山線  | 羽田井       | 起点                    |
| 国道9号 / 東伯中山道路  | 樋口         | [ 注釈 1 ]              |
| 鳥取県道329号淀江琴浦線 | 樋口         | 樋口交差点              |
| 国道9号                 | 田中         | 羽田井入口交差点 / 終点 |

### 交差する鉄道
- 山陰本線

### 沿線
- 中山郵便局
- JR西日本山陰本線 中山口駅